# Caprile
Caprile (Cravil in piemontese) è un comune italiano di 186 abitanti della provincia di Biella in Piemonte.

## Geografia fisica
Il comune di Caprile comprende un'isola amministrativa montana la quale culmina con la vetta del Monte Barone (2.044 m s.l.m.), sul confine con Coggiola.

## Storia

### Simboli
Lo stemma del comune di Caprile è stato concesso con decreto del presidente della Repubblica dell'11 ottobre 1983.

## Società

### Evoluzione demografica
Abitanti censiti

## Amministrazione

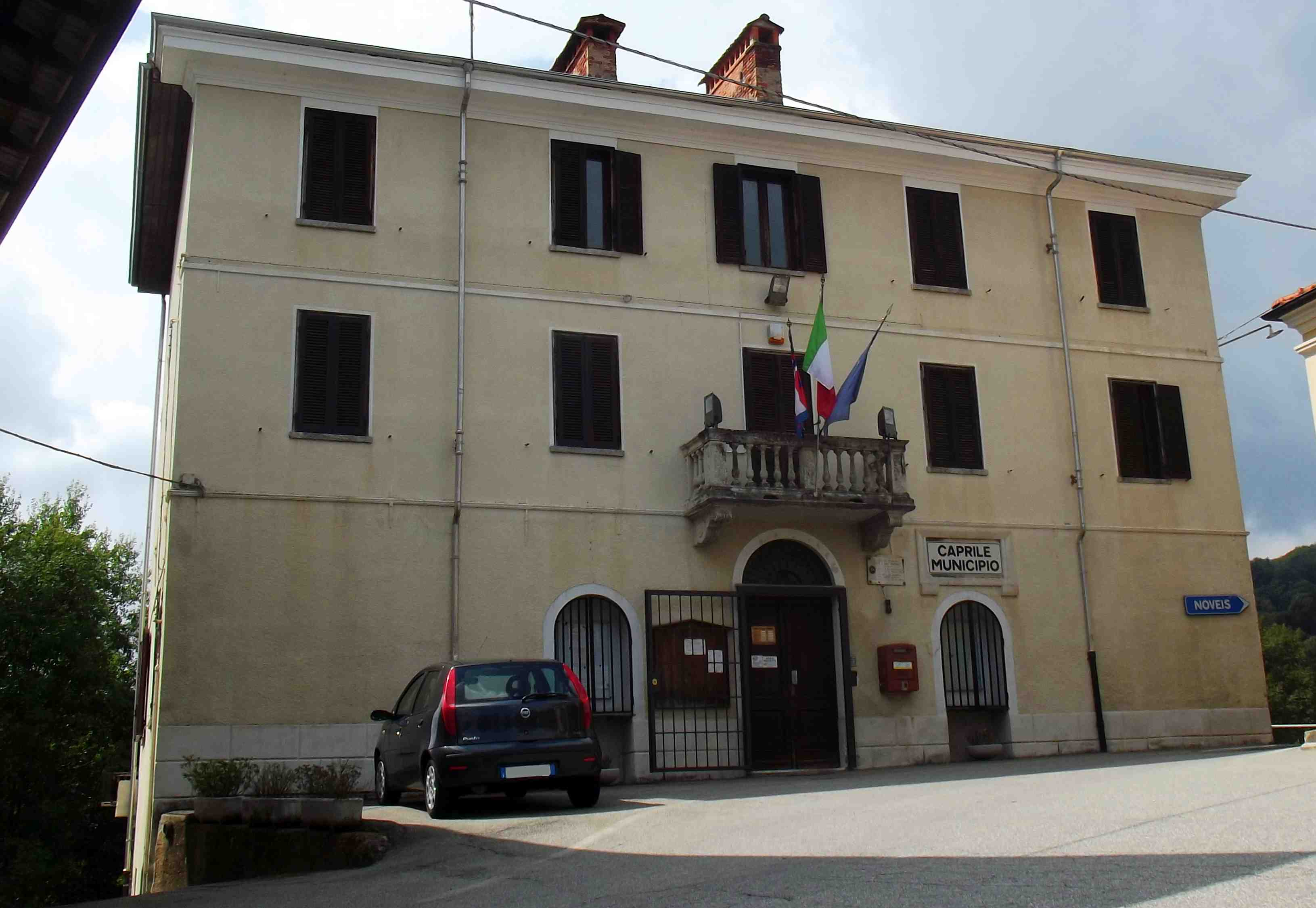
Il municipio

Di seguito è presentata una tabella relativa alle amministrazioni che si sono succedute in questo comune.
| Periodo        | Periodo        | Primo cittadino  | Partito                  | Carica  | Note  |
| -------------- | -------------- | ---------------- | ------------------------ | ------- | ----- |
| 24 aprile 1995 | 14 giugno 1999 | Lauro Togna      | lista civica             | Sindaco | [ 6 ] |
| 14 giugno 1999 | 14 giugno 2004 | Andrea Morera    | lista civica             | Sindaco | [ 6 ] |
| 14 giugno 2004 | 8 giugno 2009  | Massimo Paganini | lista civica             | Sindaco | [ 6 ] |
| 8 giugno 2009  | 26 maggio 2014 | Massimo Paganini | lista civica Per Caprile | Sindaco | [ 6 ] |
| 26 maggio 2014 | in carica      | Massimo Paganini | lista civica Per Caprile | Sindaco | [ 6 ] |

### Altre informazioni amministrative
Il comune ha fatto parte della Comunità montana Val Sessera, Valle di Mosso e Prealpi Biellesi.
Pagine che parlano di Caprile: Alla scoperta di Caprile, piccolo paesino con la Svizzera biellese